# بورباگنا
بورباگنا (به اسپانیایی: Burbáguena) یک شهرستان در اسپانیا است که در استان تروئل واقع شده‌است.

## خصوصیات
بورباگنا ۳۸ کیلومترمربع مساحت و ۳۱۸ نفر جمعیت دارد.